# Cementiri Vell (Argentona)
El Cementiri Vell és una obra d'Argentona (Maresme) protegida com a Bé Cultural d'Interès Local.

## Descripció
Ell cementiri està envoltat tot ell d'un mur i dins hi ha les illetes i panteons.
La porta d'entrada, de ferro forjat amb la data 1853, està flanquejada per uns carreus de pedra.
El cementiri es va construir en una zona elevada i airejada que fou cedida per Sr. Joaquim Noguer de can Calopa a la vila d'Argentona.